# 苦蘵
苦蘵（kǔ zhí, ），又称为炮仔灯、天泡子、天泡草、黄姑娘、小酸浆、朴朴草、打额泡、燈籠草，是茄科灯笼果属的一种植物。
为一年生草本，直立或披散，高在30至60厘米或更高；茎上多分枝。单叶互生，卵状椭圆形，长3至5厘米，顶端渐尖，基部楔形，边沿有不规则齿。叶柄长1至5厘米。夏秋开花，花冠淡黄色，五瓣，花药黄色或淡紫色。果萼卵球关状，橙黃色，酷似灯笼，浆果藏于果萼内，球形，直径1公分左右，可食用。
多生于山谷、村边、路边、中国南方较常见、东南亚、印度、日本均有。

## 中医药用
- 性味:味苦，性微寒。
- 功效:归肺经；清热解毒、利尿去湿的功效。
- 主治:发热、感冒、腮腺炎、喉痛、咳嗽等。

## 扩展阅读
[在维基数据编辑]
 《欽定古今圖書集成·博物彙編·草木典·苦蘵部》，出自陈梦雷《古今圖書集成》

## 外部連結
- 苦蘵 Kuzhi （页面存档备份，存于） 藥用植物圖像資料庫 (香港浸會大學中醫藥學院) （繁體中文）（英文）